# Dipodomys spectabilis
Dipodomys spectabilis — вид гризунів родини Heteromyidae. Він зустрічається в посушливих середовищах на південному заході Сполучених Штатів і Мексики, де вдень живе в норі, а вночі добуває насіння та рослинний матеріал.

## Морфологічна характеристика
Dipodomys spectabilis може досягати довжини приблизно 34 см. Спинна поверхня вохристо-коричневого кольору з деякими чорними кінчиками волосків, а нижня частина біла. Найвідмітнішою характеристикою виду є пухнастий хвіст із чорною смугою та білим кінчиком, який розмахується, як прапор. Задні лапи кенгурового щура набагато довші за передні, а пересування здійснюється за допомогою стрибків.

## Поведінка
Dipodomys spectabilis веде нічний спосіб життя і проводить день у складно виритій норі. На поверхні утворюється характерний горбок, коли тварина риє та ремонтує тунелі, видаляє стару підстилку, зіпсовану їжу та лушпиння насіння. Викопаний матеріал викидається з одного з кількох входів, і з часом утворюється курган. Спостереження за новозбудованою системою тунелів показали, що курган діаметром 3 м і висотою 40 см був створений приблизно за два роки, і що в кожній системі нір живе один екземпляр. Perognathus flavus іноді ділить нору з D. spectabilis.
Вид харчується насінням та іншими частинами рослин, особливо насінням трав у формі цілих головок насіння. Він зберігає надлишки їжі у своїй норі та є найстараннішим накопичувачем серед Dipodomys У дослідженні, де щури були оснащені обладнанням для радіостеження, особини мали домашній діапазон близько 450 м2, який трохи перекривався з сусідами. Тварини вилізали зі своїх нір незабаром після заходу сонця та швидко мчали до місць годівлі, шукали їжу протягом двох-трьох годин, а потім спішили назад у свою нору, де й залишилися. Ще один спалах активності стався за пару годин до світанку. Харчові продукти, зібрані та перенесені в защічні мішечки, були головками насіння та пучками трави, і зберігалися шарами в норі в камерах діаметром до 25 см.